# Гребенне (станція)
Гребенне  — вузлова неелектриіфкована прикордонна залізнична станція у однойменному селі Люблінського воєводства Польщі. Розташована між станціями Любиця Королевська (рейовецький напрямок), Седлисько (ярославський напрямок) та Рава-Руська (львівський напрямок).

## Історія
Станцію було відкрито 1887 року у складі ділянки Рава-Руська — Белжець.

## Внутрішнє сполучення
Пасажирський рух відсутній. Здійснюється лише рух вантажних потягів.

## Сполучення з Україною

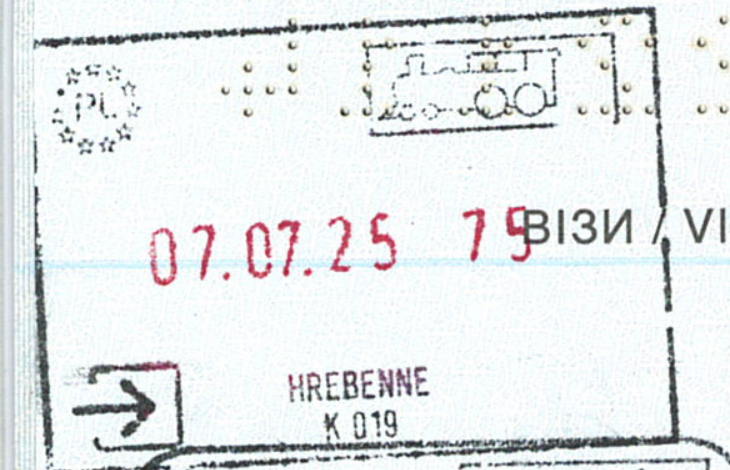
Печатка про в'їзд на територію Польщі

З 2023 року з Україною є сполучення потяг 765/766 Рава-Руська — Варшава, що курсує щодня. Пасажири проходять український контроль на станції Рава-Руська після пересадки з дизельного поїзда з Коломиї, а після проходження контролю потяг їде на станцію Гребенне, та пасажири вже там проходять польський паспортний та митний контроль.